# Mad, Bad and Dangerous to Know (The Cross)
Mad, Bad and Dangerous to Know, pubblicato nel 1990, è il secondo album dei The Cross, e il primo in cui tutti i membri sono autori dei brani e suonano i pezzi, dal momento che in Shove It Roger Taylor aveva già completato il disco ancor prima di reclutare i restanti membri per formare la band. L'album venne registrato poco dopo la pubblicazione di The Miracle dei Queen presso i Mountain Studios di Montreux, di proprietà di Freddie Mercury e soci. Il titolo del disco altro non è che una citazione di Lord Byron, il quale la pronunciò durante il periodo in cui fu imprigionato nel Castello di Chillon, vicino a Montreux, sul Lago di Ginevra.

## Descrizione
Pubblicato due anni dopo Shove It, presenta un suono assai più duro e roccioso rispetto a quest'ultimo, dal quale si discosta anche per un miglior songwriting. Ogni componente della band contribuisce alla stesura di almeno un brano, e ciò rende la produzione più variegata. Il fatto, per altro,  doveva essere fonte di trepidazione per i fan, dal momento che questo album rappresentava l'esordio come autori per Moss, Noone e Macrae. A inizio 1989, mentre Taylor era impegnato con i Queen nella registrazione di The Miracle, i restanti musicisti dei The Cross stavano scrivendo le composizioni che sarebbero finite su Mad, Bad And Dangerous to Know: questo spiega perché il contributo del frontman si limita a soli due pezzi, Final Destination e Old Men (Lay Down). Alla pubblicazione del disco seguì una breve tournée in Gran Bretagna e soprattutto in Germania, paese in cui la band riscontrava un moderato successo. 
Top of the World, Ma è l'unica traccia del disco in cui tutti e cinque i membri del gruppo sono accreditati come autori. Si tratta di un brano di hard rock piuttosto tirato e molto ben riuscito, in cui la ruvida vocalità di Taylor ben si presta con la foga della band
Power to Love venne pubblicata come singolo d'anticipazione dell'album nell'aprile 1990 raggiungendo la posizione numero 83 in classifica inglese. Il videoclip richiama le atmosfere trash barocche della copertina del disco, raffigurano una grande tavolata di nobili intenti a mangiare, gozzovigliare e amoreggiare mentre i membri della band eseguono il pezzo. 
Liar, singolo pubblicato solo in Germania, è una ballata rock composta dal bassista Peter Noone omonima del brano dei Queen contenuta nel disco d'esordio del 1973.
Final Destination, una delle due canzoni di Taylor, venne pubblicata come singolo solo in Germania, ma non entrò in classifica, e a causa dell'indifferenza della casa discografica non venne accompagnata da videoclip.
Better Things è una ballata acustica scritta e cantata dal chitarrista Clayton Moss.
Foxy Lady, presente solo sulla versione cd dell'album, è la cover del brano di Jimi Hendrix

## Tracce
1. Top of the World, Ma - 3:55 (Moss, Taylor, Edney, Noone, Macrae)
2. Liar - 4:35 (Noone)
3. Closer to You - 3:18 (Edney)
4. Breakdown - 3:56 (Noone)
5. Penetration Guru - 3:48 (Moss)
6. Power to Love - 4:04 (Macrae, Noone, Moss)
7. Sister Blue - 4:17 (Noone)
8. Foxy Lady - 3:28 (solo su cd) (Jimi Hendrix)
9. Better Things - 2:48 (Moss)
10. Passion for Trash - 2:37 (Macrae)
11. Old Men (Lay Down) - 4:55 (Taylor)
12. Final Destination - 3:35 (Taylor)

## Formazione
- Roger Taylor - voce, chitarre
- Spike Edney - tastiere, voce d'accompagnamento; mandolino (traccia 9)
- Peter Noone - basso, voce d'accompagnamento
- Clayton Moss - chitarre, voce d'accompagnamento; voce solista (traccia 9)
- Josh Macrae - batteria, percussioni, voce